# Cessna 414
Il Cessna 414 è un aereo da trasporto passeggeri leggero a cabina pressurizzata, bimotore e monoplano ad ala bassa, sviluppato dall'azienda aeronautica statunitense Cessna Aircraft Company negli anni sessanta.
Ricavato accoppiando la fusoliera del Cessna 421 con l'ala sviluppata per il modello 401, venne prodotto dal 1968 in oltre 1 000 esemplari, assieme alla sua variante aggiornata introdotta nel 1978, il 414A Chancellor.

## Storia del progetto
Nella seconda parte degli anni sessanta la Cessna decise di allargare la propria gamma di velivoli destinati al mercato del trasporto passeggeri leggero, proponendo un modello capace di attrarre l'interesse dei clienti già in possesso di velivoli bimotore non pressurizzati. L'ufficio tecnico sviluppò un progetto che si basava sulla fusoliera del Cessna 421 e utilizzava il design delle ali del Cessna 401. Il risultato fu un monoplano con ala bassa a sbalzo, impennaggio di coda convenzionale, carrello d'atterraggio triciclo retrattile e motorizzato con una coppia di Continental TSIO-520-NB, motori a 6 cilindri contrapposti sovralimentati tramite turbocompressore, posizionati sul piano alare e capaci di esprimere una potenza pari a 310 hp (231 kW) ciascuno.
Indicato dall'azienda come modello 414, il prototipo, immatricolato N7170C, venne portato in volo per la prima volta il 1º novembre 1968. Avviata la produzione in serie, per meglio soddisfare le varie esigenze del mercato, il 414 era disponibile con diversi allestimenti che mutavano nella quantità di posti per i passeggeri e per la diversa avionica installata.
La denominazione Chancellor venne introdotta nei modelli commercializzati a partire dal 1976. Una variante migliorata, indicata come  414A Chancellor fu introdotta nel 1978, caratterizzata da numerose modifiche. Per consentire un maggiore spazio destinato ai bagagli, la fusoliera venne allungata nella parte anteriore, inoltre venne adottata una nuova ala (wet wing), caratterizzata dalla maggiore apertura e priva dei serbatoi posizionati sulle estremità alari che caratterizzavano i modelli della serie iniziale. Anche l'impennaggio venne modificato, mantenendo l'impostazione classica monoderiva ma dalla sezione più stretta, mentre il carrello d'atterraggio venne riprogettato. La propulsione era sempre affidata a due TSIO-520-N.

## Versioni e varianti

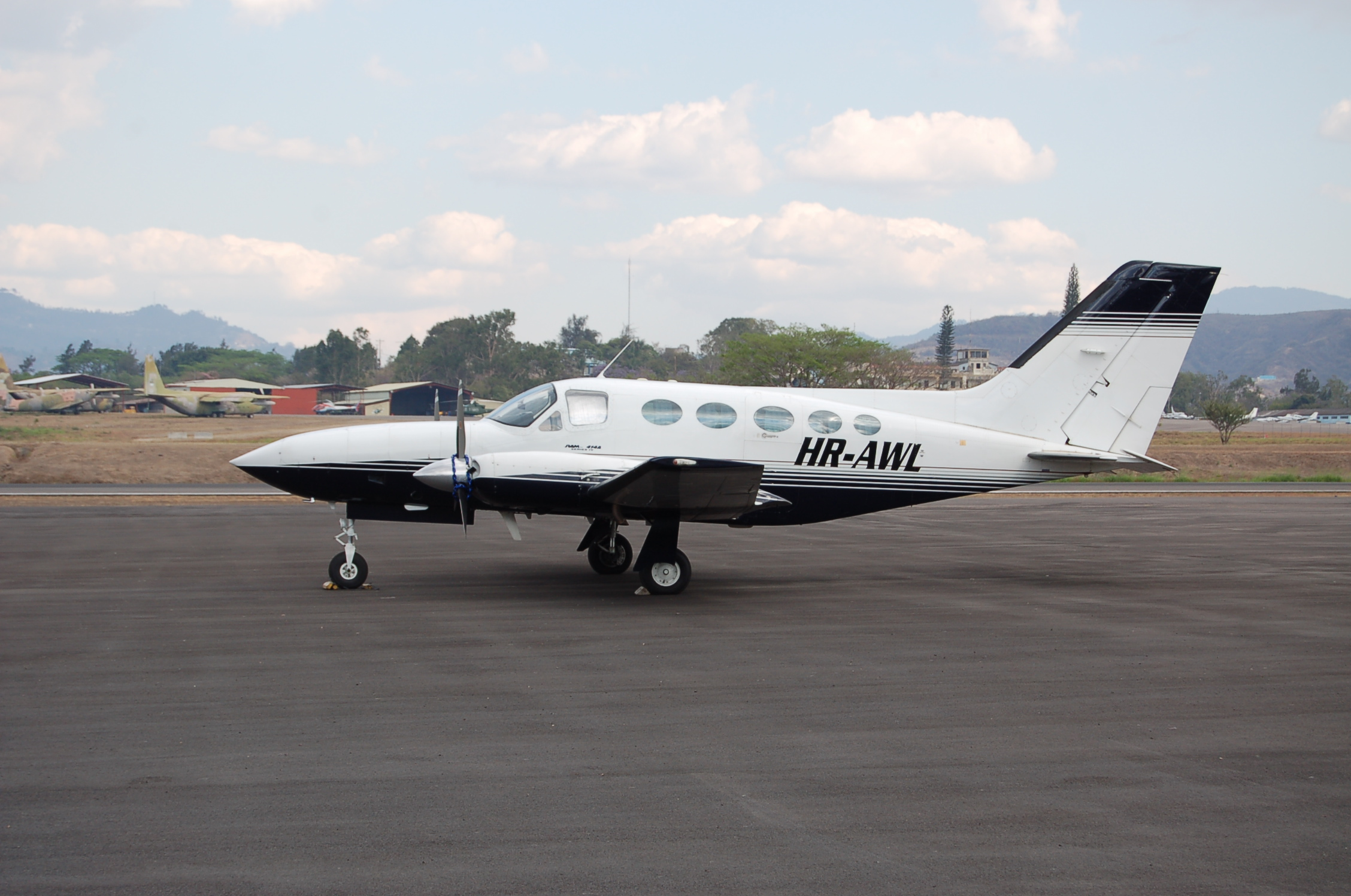
Cessna 414A Chancellor

414
prima versione avviata alla produzione in serie, realizzata in 516 esemplari.
414A Chancellor
versione migliorata, caratterizzata da numerose modifiche: fusoliera allungata nella parte anteriore, nuova ala (wet wing), dalla maggiore apertura e priva dei serbatoi posizionati sulle estremità alari, nell'impennaggio, con deriva più stretta, nel carrello d'atterraggio, riprogettato, e motorizzato da due TSIO-520-N da 310 hp (231 kW), realizzata in 554 esemplari.
Riley Rocket 414
rimotorizzazione di un Cessna 414, equipaggiato con una coppia di Lycoming IO-720 400 hp (298 kW).

## Utilizzatori

### Civili
Canada
- West Wind Aviation